# Odbijanie
Odbijanie, bekanie – uwolnienie gazu z układu trawiennego (głównie z przełyku i żołądka) przez usta. Czynności tej towarzyszy często charakterystyczny dźwięk i czasami odór.

## Fizjologia
Bekanie jest zazwyczaj skutkiem za szybkiego jedzenia lub picia wiodącego do połykania (aerofagia) i następnie wydalania powietrza. Może być również spowodowane spożywaniem gazowanych napojów, w których przypadku wydalany gaz jest głównie dwutlenkiem węgla.
Choroba refluksowa przełyku też może mieć swój udział w niepożądanym bekaniu. W przypadku częstego odbijania kwasem, związanego ze zgagą pierwszym podejrzeniem jest zwykle choroba refluksowa. Odnosi się to do powracania kwaśnej treści żołądkowej do przełyku. Na dłuższą metę może to prowadzić do zmian oraz stanów zapalnych w błonie śluzowej.
Pewne badania wskazały, że aerofagia nie jest główną przyczyną, ale że bekanie jest de facto wyuczonym w społeczeństwie zachowaniem.
Dźwięk bekania spowodowany jest wibracją dolnego zwieracza przełyku (ang. lower esophageal sphincter – LES) w miarę jak przechodzi przezeń gaz. Najgłośniejsze obecnie beknięcie odnotowane w Księdze Rekordów Guinnessa jest dziełem Pawła Hunna z Londynu z 2000 roku. Miało natężenie 118,1 dB.

## Kontekst społecznyietykieta
W cywilizacji zachodniej bekanie na głos uważane jest za nietaktowne, choć nie aż tak, jak wypuszczanie gazów trawiennych. Niektórzy członkowie tejże cywilizacji zasłaniają usta dłonią. W innych zaś kręgach postrzega się bekanie za zabawne, szczególnie wśród dzieci.
Niektóre kultury (np. Bengalczycy) nie uznają bekania za nietakt.
Istnieje fetysz zwany eruktofilią, częściej występujący u mężczyzn. Polega na tym, że w ich przypadku głównym źródłem podniecenia seksualnego jest zapach i dźwięk beknięć dziewcząt lub kobiet.

## Bekanie niemowląt
Niemowlęta są szczególnie podatne na zbieranie się gazu w żołądku w trakcie karmienia, co może powodować u nich niepokój, dopóki gaz się nie wydostanie. Czynność stymulacji dziecka do beknięcia polega na umieszczeniu go w dogodnej pozycji (np. trzymania niemowlęcia z głową na ramieniu a brzuszkiem na klatce piersiowej trzymającego. Następnie należy lekko ucisnąć okolicę lędźwiową ku siebie, aż beknie). Bekanie może powodować u niemowląt wymioty (ulewanie pokarmu), wskazane jest użycie szmatki lub podkładki na ramieniu trzymającego dla ochrony jego odzieży.

## Mowabekania
Możliwe jest umyślne bekanie poprzez połknięcie powietrza i następne wypuszczenie go. Można przy tym próbować mówić, generując charakterystyczną mowę bekaną. Podczas gdy stosowane jest to często przez dzieci w czasie zabawy, może także służyć udźwięcznieniu ludzi po laryngektomii z beknięciem zastąpionym artykulacją krtaniową. Znane jest to pod nazwą mowy przełykowej.

## Wśródzwierząt
Inne ssaki, jak bydło domowe, psy czy owce, także bekają. W ich przypadku wydzielanym gazem jest metan – produkt uboczny zwierzęcego trawienia. Beztlenowce, jak Escherichia coli i metanogenne archeowce, powodują ten efekt. Uważa się, że przeciętna samica bydła domowego wydziela od 542 l (przebywającej w oborze) do 600 l metanu dziennie, bekając i puszczając gazy. Czyni to ją ważnym współkreatorem efektu cieplarnianego. 95% tego gazu jest emitowane właśnie przez bekanie. Zmotywowało to naukowców z Commonwealth Scientific and Industrial Research Organisation w Perth w Australii do zbudowania antymetanogennej szczepionki, celem zminimalizowania zawartości metanu w bydlęcych bekach.
Wiadomo, że niektóre ryby także wydalają powietrze ze skrzeli. U nich beknięcie generowane jest przez gaz uciekający z pęcherza pławnego.
Inne ssaki, jak konie czy szczury, nie posiadają zdolności bekania.